# Liste der Baudenkmäler in Neuötting

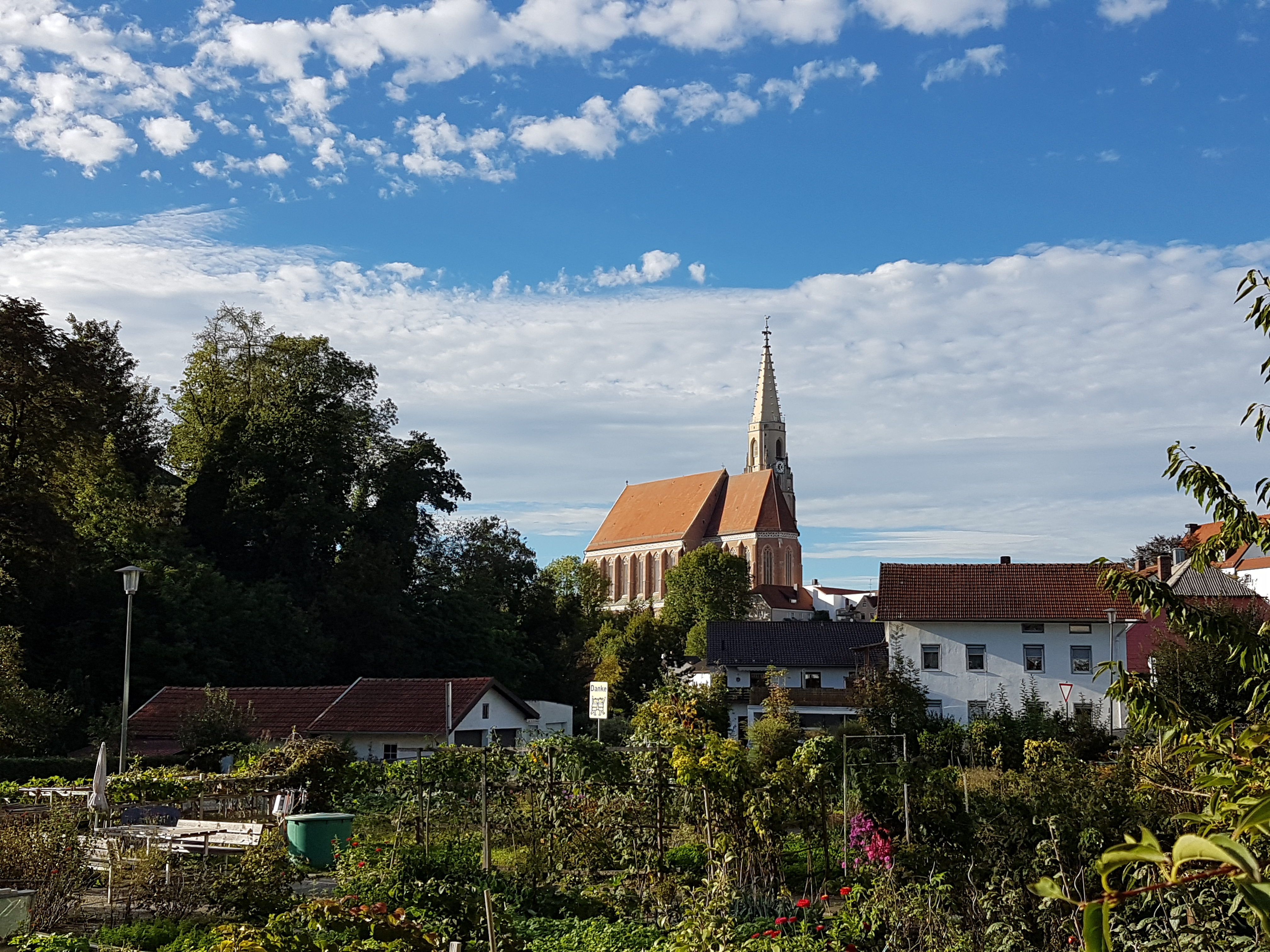
Blick auf St. Nikolaus in Neuötting

Auf dieser Seite sind die Baudenkmäler in der oberbayerischen Stadt Neuötting zusammengestellt. Diese Tabelle ist eine Teilliste der Liste der Baudenkmäler in Bayern. Grundlage ist die Bayerische Denkmalliste, die auf Basis des Bayerischen Denkmalschutzgesetzes vom 1. Oktober 1973 erstmals erstellt wurde und seither durch das Bayerische Landesamt für Denkmalpflege geführt wird. Die folgenden Angaben ersetzen nicht die rechtsverbindliche Auskunft der Denkmalschutzbehörde.

## Ensembles

### Ensemble Altstadt Neuötting
Das Ensemble umfasst die gesamte Altstadt einschließlich der östlich vorgelagerten Sebastianivorstadt. Im Gegensatz zu dem viel älteren, nahe gelegenen karolingischen Zentrum Altötting wird Neuötting erstmals 1231 als „Forum novum Odingen“ in den Quellen genannt. Es handelt sich um eine Stadt in Höhenlage – sie erstreckt sich über einen Bergsporn, der sich nach drei Seiten abfallend gegen die Inntalniederung vorschiebt und vom Hinterland durch mindestens einen Halsgraben abgetrennt war.
Die Stadt gehört zu der Gruppe der städtischen Neugründungen der Wittelsbacher in der 1. Hälfte des 13. Jahrhunderts, hier in der Form des Straßenmarktes. Der neue Stützpunkt erhielt seinen Platz näher am Inn als Altötting; die für das Herzogtum besonders wichtige Straße Landshut-Burghausen kreuzte hier den Fluss, der ebenfalls die Funktion eines bedeutenden Verkehrsweges hatte. Als befestigter Zoll-, Stapel- und Umschlagsplatz entwickelte sich Neuötting zu einer bedeutenden Stadt des Herzogtums. Das Stadtrecht erhielt Neuötting wohl in der zweiten Hälfte des 13. Jahrhunderts durch Ludwig den Bayern. Vom Wohlstand seines Bürgertums zeugen die 1410 begonnene Stadtpfarrkirche, ein Hauptwerk der spätmittelalterlichen Kirchenbaukunst in Altbaiern, und die zahlreichen in ihrem Kern zum Teil noch spätgotischen stattlichen Bürgerhäuser, die den großen Stadtbrand von 1797 überstanden haben.
Das Kernstück des Ensembles bildet der Stadtplatz, seit dem 19. Jahrhundert Ludwigstraße genannt, ein 490 m langer Straßenmarkt. Der leicht geschwungene Platzraum nimmt mit seinen den Bürgerhäusern und der Kirche zugehörigen Parzellen fast den gesamten historischen Stadtbereich ein, der bis zum Anfang des 19. Jahrhunderts von Befestigungsmauern umzogen war. Der Platz wird durch zwei lange, nahezu geschlossene Reihen von Bürgerhäusern eingefasst; sie bestehen aus rund sechzig Bauten auf der Nord- und fünfzig auf der Südseite, wo aufgrund der topographischen Gegebenheiten auch die seit 1410 von Meister Hans von Burghausen errichtete Stadtpfarrkirche St. Nikolaus errichtet wurde. Der monumentale Backsteinbau, der Platz und Stadt weithin beherrscht, ist mit seiner
nördlichen Langseite in die Platzflucht eingeordnet. Der saalartige Charakter des Platzes und die wandartige Wirkung der Häuserreihen ergeben sich aus der historischen Inn-Salzach-Bauweise der Häuser, bei der die Dächer (ehemals ausschließlich Grabendächer) hinter Blendmauern und -giebeln versenkt wurden, was vor allem Brandschutzgründe hatte. Ein großer Teil der Häuser stammt im Kern noch aus dem Spätmittelalter – erkennbar ist dies in der Regel an den gewölbten Erdgeschossarkaden.
Das Rathaus ist in die südliche Häuserzeile eingebunden. Im Kern aus dem 14. Jahrhundert, wurde es im Laufe seiner Geschichte mehrfach verändert und ergänzt – nach dem Stadtbrand, in der Nachkriegszeit und zuletzt in den 1990er Jahren. An den Enden ist der Platz östlich durch das Burghauser Tor, westlich durch das 1953 nach Einsturz im Jahre 1949 leicht verändert wieder aufgebaute Landshuter Tor abgeschlossen. Bei letzterem schneidet der aus dem Inntal heraufziehende Alte Stadtberg in die Platzfläche ein; die neue westliche Stadtausfahrt vor der Westfront der Stadtpfarrkirche wurde erst 1865 angelegt.
Im südlichen Bereich des Ensembles liegt die Frauengasse. Sie ist die einzige nennenswerte Nebengasse der Altstadt und führt von der Ludwigstraße nach Süden zu einer alten Pforte, einem Nebenausgang der Stadt zu den Mühlen am Möhrenbach. Sie ist im Gegensatz zur Ludwigstraße mit schlichten Wohnhäusern bebaut, aber ebenfalls in Inn-Salzach-Bauweise. Sie verengt sich im Norden beim Durchlass zur Ludwigstraße, der durch Schwibbögen abgestützt ist, und wird im Süden durch einen Torbogen begrenzt. Das bescheidene Platzbild wird wirksam durch einen neugotischen Brunnen in der Mitte der Anlage akzentuiert.
Vor dem Burghauser Tor im östlichen Teil des Ensembles befindet sich die Sebastianivorstadt. Wie der Name sagt, liegt sie außerhalb der historischen Kernstadt, aber innerhalb der ehemaligen Befestigung. Sie geht wohl mindestens auf die erste Hälfte des 15. Jahrhunderts zurück. Hier hat sich als östliche Begrenzung des Sebastiansplatzes eine geschlossene Zeile von meist dreigeschossigen Wohnhäusern erhalten, die in ihrer heutigen Erscheinung zumeist dem 18. und 19. Jahrhundert entstammen. Ihre Blendmauern und -giebel resultieren ebenfalls aus der Inn-Salzach-Bauweise. Am Eckhaus Nr. 17 zeigen sich in den Strebepfeilern noch Reste des Vorwerks vor dem Burghauser Tor – ein Indiz für den hier ehemals verlaufenden Halsgraben.
Aktennummer: E-1-71-125-2

## Baudenkmäler nach Ortsteilen

### Neuötting
| Lage                                              | Objekt                                                                                  | Beschreibung | Akten-Nr.      | Bild                                                                                    |
| ------------------------------------------------- | --------------------------------------------------------------------------------------- | --- | -------------- | --------------------------------------------------------------------------------------- |
| Alter Stadtberg 2 (Standort)                      | Sommerkeller                                                                            | Ehemaliger Sommerkeller der Brauerei Pallauf, Anfang 19. Jahrhundert; darüber achteckiger Pavillon mit Glockendach, um 1820/24, baulich angeschlossener zweigeschossiger Längstrakt mit Satteldach, 1840/45. | D-1-71-125-3   | BW                                                                                      |
| Alter Stadtberg 5 (Standort)                      | Wohnhaus                                                                                | zweigeschossiger Walmdachbau mit Mezzanin, Mitte 19. Jahrhundert; zum Spitalkomplex gehörig. Vgl. auch Alter Stadtberg 7 und Frauenhoferstraße 2, 4. | D-1-71-125-4   | BW                                                                                      |
| Alter Stadtberg 7 (Standort)                      | Spitalkirche Heilig Geist                                                               | spätgotisch, erbaut 1423 und Folgejahre, im 16. Jahrhundert erweitert; mit Ausstattung. Vgl. auch Alter Stadtberg 5 und Frauenhoferstraße 2, 4. | D-1-71-125-5   | weitere Bilder                                                                          |
| Alter Stadtberg 9 (Standort)                      | Wohnhaus                                                                                | zweigeschossiger Bau mit geschweiftem Giebel, 19. Jahrhundert, am Giebel Nische mit St. Salvatorfigur im Nazarener-Stil. | D-1-71-125-6   | BW                                                                                      |
| Alter Stadtberg 10 (Standort)                     | Wohnhaus                                                                                | zweigeschossiges Eckhaus mit Satteldach, angesetzte Stützpfeiler, im Kern 18. Jahrhundert. | D-1-71-125-7   | BW                                                                                      |
| Alter Stadtberg 15 (Standort)                     | Gasthaus „Zum Pallauf“                                                                  | zweigeschossiges Eckhaus mit befenstertem Kniestock, Satteldach und geschweiftem Knickgiebel, geohrtes Rotmarmorportal mit zweiflügeliger Tür, um 1830/40. | D-1-71-125-8   | weitere Bilder                                                                          |
| Altöttinger Straße 13 (Standort)                  | Friedhofskirche St. Sebastian                                                           | barocke Saalkirche, 1641–46; mit Ausstattung; umlaufender Arkadengang, 19. Jahrhundert; südlich Leichenhaus, eingeschossiger Walmdachbau, 19. Jahrhundert; zahlreiche Grabstätten der zweiten Hälfte des 19. Jahrhunderts und vom Anfang des 20. Jahrhunderts | D-1-71-125-9   | weitere Bilder                                                                          |
| August-Unterholzner-Straße 5 (Standort)           | Burgfriedenssäule                                                                       | Stele aus Rotmarmor mit Relief, bez. 1716 | D-1-71-137-58  | BW                                                                                      |
| Bahnhofstraße (Standort)                          | Kapelle, sogenannte Menzingerkapelle                                                    | mit Dachreiter und Strebepfeilern, neugotisch, bezeichnet mit dem Jahr 1883; mit Ausstattung | D-1-71-125-14  | BW                                                                                      |
| Bahnhofstraße 1 (Standort)                        | Ehemaliges Wirtshaus                                                                    | zweigeschossiger giebelständiger Satteldachbau, erste Hälfte 19. Jahrhundert | D-1-71-125-11  | weitere Bilder                                                                          |
| Bahnhofstraße 15 (Standort)                       | Bauernhaus                                                                              | zweigeschossiger Einfirstbau mit Satteldach, barocken Fresken an der Süd- und an der Ostseite, geschnitzte Haustür, am Giebel bezeichnet mit dem Jahr 1764 | D-1-71-125-13  | BW                                                                                      |
| Bahnhofstraße 42 (Standort)                       | Wohnhaus                                                                                | dreigeschossig, mit Putzgliederung, profiliertem Traufgesims und Krüppelwalmdach, 18. Jahrhundert | D-1-71-125-15  | BW                                                                                      |
| Burghauser Straße 4 (Standort)                    | Wohn- und Pflegeheim des Sankt-Paulus-Stifts                                            | langgestreckter dreigeschossiger Mansarddachbau mit repräsentativer Fassadengestaltung in Formen des Maximilianstils, östlicher Kopfbau durch zwei Eckerker und Mittelturm akzentuiert, anstelle eines nach 1850 abgebrannten palaisartigen Wohnhauses 1866–68 für soziale Zwecke neu errichtet (sogenannte „Katharinenburg“), seit 1897 zur Kongregation vom Hl. Paulus gehörig; Katholische Dreifaltigkeitskirche, längsrechteckiger Saalbau mit halbrunder Apsis, von R. Tressel, geweiht 1937; mit Ausstattung                     | D-1-71-125-18  | weitere Bilder                                                                          |
| Feldstraße (Standort)                             | Ehemalige Feldkapelle, sogenannte Kormann-Kapelle                                       | neugotisch, bezeichnet mit dem Jahr 1844; mit Ausstattung | D-1-71-125-10  | BW                                                                                      |
| Fischervorstadt 2 (Standort)                      | Flussmeisterstelle Neuötting                                                            | Dienstgebäude mit Büro und Wohnung, sog. Flussmeisterhaus, zweigeschossiger massiver Satteldachbau mit Erker, um 1920; Stadel, mächtiger Holzständerbau mit Satteldach, um 1800, Erneuerungen um 1900 | D-1-71-125-192 | BW                                                                                      |
| Frauengasse (Standort)                            | Brunnen                                                                                 | viereckiger Brunnengrand aus Kalkstein, Wassersäule mit Marienfigur, neugotisch, drittes Viertel 19. Jahrhundert | D-1-71-125-28  | weitere Bilder                                                                          |
| Frauengasse 3 (Standort)                          | Wohnhaus                                                                                | dreigeschossiger Walmdachbau, 19. Jahrhundert | D-1-71-125-20  | weitere Bilder                                                                          |
| Frauengasse 6 (Standort)                          | Wohnhaus                                                                                | zweigeschossig, mit getrepptem neugotischem Giebel, zweite Hälfte 19. Jahrhundert | D-1-71-125-22  | weitere Bilder                                                                          |
| Frauengasse 8 (Standort)                          | Wohnhaus                                                                                | langgestrecktes zweigeschossiges Eckhaus mit Mansarddach und neubarockem Schweifgiebel, Portal und hölzerner Ladeneinbau, gusseiserner Prellstein, im Kern frühes 19. Jahrhundert, Anfang 20. Jahrhundert erneuert | D-1-71-125-23  | weitere Bilder                                                                          |
| Frauengasse 17 (Standort)                         | Wohnhaus                                                                                | dreigeschossig mit hoher Vorschussmauer und Krüppelwalmdach, zweiflügelige Haustür, am Oberlichtgitter bezeichnet mit dem Jahr 1837 | D-1-71-125-26  | BW                                                                                      |
| Frauengasse 18 (Standort)                         | Stadtbefestigung                                                                        | Reste der Stadtmauer, insbesondere stichbogiger Torbogen am Ende der Frauengasse, spätmittelalterlich | D-1-71-125-1   | weitere Bilder                                                                          |
| Frauengasse 19 (Standort)                         | Wohnhaus                                                                                | dreigeschossig mit geschweiftem Giebel, erste Hälfte 19. Jahrhundert | D-1-71-125-27  | BW                                                                                      |
| Frauenhoferstraße 2, 4 (Standort)                 | Ehemaliges Hl.-Geist-Spital, jetzt Wohnheim                                             | stattlicher, zwei- bzw. dreigeschossiger Bau mit neugotischen Treppengiebeln, zweite Hälfte 19. Jahrhundert; vgl. auch Frauenhoferstraße 2 sowie Alter Stadtberg 5 und 7 | D-1-71-125-31  | BW                                                                                      |
| Frauenhoferstraße 2, 4 (Standort)                 | Wohnhaus                                                                                | zum ehemaligen Hl.-Geist-Spital gehörig, zwei- bzw. dreigeschossiger Eckbau mit Walmdach und Geschossbänderung, zweite Hälfte 19. Jahrhundert; vgl. auch Frauenhoferstraße 4 und Alter Stadtberg 5, 7 | D-1-71-125-30  | BW                                                                                      |
| Herzog-Georg-Platz 2 (Standort)                   | Ehemalige Knabenschule, jetzt Altenpflegeschule                                         | stattlicher zweigeschossiger Bau, freistehend, in Winkelform konzipiert, Nordflügel mit Volutengiebeln und erdgeschossigem Standerker an der Südwestecke, Südflügel mit Walmdach, in barockisierenden Formen nach Plänen von Johann Baptist Schott 1906/07 erbaut | D-1-71-125-32  | weitere Bilder                                                                          |
| Holzhauser Straße (Standort)                      | Bildstock                                                                               | spätes 19. Jahrhundert, errichtet unter Verwendung eines Epitaphs für den Neuöttinger Bürgermeister und Tuchmacher Andreas Vischer, gestorben 1671 und Anna Vischer, gestorben 1662 | D-1-71-125-34  | Bildstock                                                                               |
| Holzhauser Straße 5 (Standort)                    | Wohnhaus eines ehemaligen Bauernhofes                                                   | dreigeschossiger Satteldachbau mit Putzgliederung und zwei schmiedeeisernen Balkonen an der Ostseite, Ende 19. Jahrhundert | D-1-71-125-33  | BW                                                                                      |
| Klostergasse 2, 4 (Standort)                      | Ehemaliges Franziskanerkloster, seit 1845 Kapuzinerkloster, seit 1986 Pfarrzentrum      | Klosterkirche St. Petrus von Alkantara, 1716/17 erbaut; Kirchen- und Oratoriengang, zweigeschossig, an der Südseite der Kirche angebaut; mit Ausstattung; Konventtrakt (Ostflügel), zweigeschossig, mit gewölbten Fluren, Refektorium und Zellen, gleichfalls 1716/17, erneuert 1799 und Ende 20. Jahrhundert; mit historischer Ausstattung | D-1-71-125-35  | weitere Bilder                                                                          |
| Ludwigstraße 1 (Standort)                         | Westliches Stadttor, sogenanntes „Landshuter Tor“                                       | viergeschossiges Wohngebäude mit Torbogen, nach Einsturz (1949) Wiederaufbau 1953/54 in Formen des Vorgängerbaus von 1230, mit rückseitig einbezogenem Schalenturm des frühen 13. Jahrhunderts | D-1-71-125-37  | weitere Bilder                                                                          |
| Ludwigstraße 2 (Standort)                         | Wohnhaus                                                                                | dem sogenannten Landshuter Tor südwestlich angeschlossenes Wohngebäude mit integriertem Schalenturm des frühen 13. Jahrhunderts, dreigeschossig, mit getrepptem Giebel und geböschten Stützpfeilern am Erdgeschoss, zurückgesetzter Bauteil mit Durchfahrt, wohl 16. Jahrhundert, Inneres 1. Hälfte 20. Jahrhundert stark erneuert | D-1-71-125-190 | weitere Bilder                                                                          |
| Ludwigstraße 4 (früher Ludwigstraße 2) (Standort) | Wohnhaus                                                                                | dreigeschossiges, an Wehrmauer des frühen 13. Jahrhunderts angebautes Eckhaus mit Satteldach, im Kern spätmittelalterlich, um 1512 (dendrochronologisch datiert), Inneres erste Hälfte 20. Jahrhundert verändert, Dachstuhl ersetzt | D-1-71-125-40  | BW                                                                                      |
| Ludwigstraße 5 (Standort)                         | Wohn- und Geschäftshaus                                                                 | viergeschossig mit Vorschussmauer und Satteldach, erdgeschossige Lauben mit Kreuzgratgewölben, 16. Jahrhundert | D-1-71-125-41  | weitere Bilder                                                                          |
| Ludwigstraße 7 (Standort)                         | Wohn- und Geschäftshaus                                                                 | dreigeschossig mit Vorschussmauer und Satteldach, erdgeschossige Lauben mit Kreuzgratgewölben des 16. Jahrhunderts, Raum im Erdgeschoss mit böhmischem Kappengewölbe, Mitte 19. Jahrhundert, Fassade Mitte 20. Jahrhundert erneuert | D-1-71-125-43  | weitere Bilder                                                                          |
| Ludwigstraße 8 (Standort)                         | Wohnhaus                                                                                | schmaler dreigeschossiger Satteldachbau mit Treppengiebel, im Erdgeschoss Stichkappentonne, im Kern 16./17. Jahrhundert | D-1-71-125-44  | weitere Bilder                                                                          |
| Ludwigstraße 9 (Standort)                         | Wohn- und Geschäftshaus                                                                 | dreigeschossig mit Vorschussmauer und Satteldach, erdgeschossige Lauben mit Kreuzgratgewölben, 16. Jahrhundert, Fassade zweite Hälfte 19. Jahrhundert, um 1980 renoviert | D-1-71-125-45  | weitere Bilder                                                                          |
| Ludwigstraße 10 (Standort)                        | Wohnhaus                                                                                | dreigeschossiger Satteldachbau mit Treppengiebel und flachem Kastenerker, 16./17. Jahrhundert | D-1-71-125-46  | weitere Bilder                                                                          |
| Ludwigstraße 11 (Standort)                        | Wohn- und Geschäftshaus                                                                 | dreigeschossig, mit Treppengiebel und Satteldach, im Kern wohl letztes Viertel 18. Jahrhundert | D-1-71-125-47  | weitere Bilder                                                                          |
| Ludwigstraße 12 (Standort)                        | Ehemaliges Kloster-Baumburgisches Kastenamt, jetzt Stadtmuseum                          | stattlicher Bau mit abgewalmtem Dach, Inneres bis auf Reste von gleichzeitigen Bohlendecken in Erd- und Obergeschoss verändert, als südwestliche Außenwand spätmittelalterliches Stadtmauerteilstück einbezogen, Dachstuhl um 1560 (dendrochronologisch datiert) | D-1-71-125-154 | weitere Bilder                                                                          |
| Ludwigstraße 13 (Standort)                        | Wohn- und Geschäftshaus                                                                 | dreigeschossig, mit Vorschussmauer und Krüppelwalmdach, im Kern wohl letztes Viertel 18. Jahrhundert | D-1-71-125-48  | weitere Bilder                                                                          |
| Ludwigstraße 14 (Standort)                        | Katholische Stadtpfarrkirche St. Nikolaus                                               | dreischiffige, spätgotische Hallenkirche, Baubeginn 1410 unter Leitung des Meisters Hans von Burghausen, Fortführung bis 1623, Sakristei von 1876; mit Ausstattung; Kapelle an der Südwestecke des früheren Friedhofs, unverputzter Ziegelbau mit Nagelfluheckverbänden, Zeltdach und Wetterfahne, bezeichnet mit dem Jahr 1910 | D-1-71-125-49  | weitere Bilder                                                                          |
| Ludwigstraße 16 (Standort)                        | Katholische Pfarrhaus der Stadtpfarrei St. Nikolaus                                     | stattlicher zweigeschossiger Eckbau mit Vorschussmauer und geschweiften Tür- und Fensterumrahmungen, im Kern wohl 18. Jahrhundert | D-1-71-125-51  | weitere Bilder                                                                          |
| Ludwigstraße 19 (Standort)                        | Wohn- und Geschäftshaus                                                                 | ehemals Teil der Gastwirtschaft „Zum Veiter Hof“, dreigeschossig mit Vorschussmauer und Krüppelwalmdach, Ende 18. Jahrhundert | D-1-71-125-54  | BW                                                                                      |
| Ludwigstraße 20 (Standort)                        | Ehemaliges Handwerkerhaus                                                               | dreigeschossig mit Schopfwalmdach und Vorschussmauer, Mitte 19. Jahrhundert | D-1-71-125-55  | weitere Bilder                                                                          |
| Ludwigstraße 22 (Standort)                        | Wohnhaus                                                                                | zweigeschossig mit Schweifgiebel, Mitte 19. Jahrhundert | D-1-71-125-56  | weitere Bilder                                                                          |
| Ludwigstraße 25 (Standort)                        | Wohn- und Geschäftshaus                                                                 | dreigeschossiger Massivbau mit Vorschussmauer, 17. Jahrhundert, bis 1733 bauliche Einheit mit Ludwigstraße 23, Um- und Ausbauten des 19. Jahrhunderts, Dachkonstruktion frühes 20. Jahrhundert | D-1-71-125-191 | weitere Bilder                                                                          |
| Ludwigstraße 26 (Standort)                        | Wohnhaus                                                                                | dreigeschossig, mit Vorschussmauer und Satteldach, geschnitzte Haustür und alter Ladeneinbau, letztes Viertel 19. Jahrhundert | D-1-71-125-57  | weitere Bilder                                                                          |
| Ludwigstraße 29 (Standort)                        | Wohn- und Geschäftshaus                                                                 | viergeschossig, mit Vorschussmauer und Satteldach, erdgeschossige Lauben mit spätgotischen Netzgewölben, ein Schlussstein bezeichnet mit dem Jahr 1500, Raum im Erdgeschoss mit Kreuzgratgewölben, wohl Anfang 16. Jahrhundert | D-1-71-125-58  | Wohn- und Geschäftshaus                                                                 |
| Ludwigstraße 31 (Standort)                        | Wohnhaus                                                                                | dreigeschossig, mit Vorschussmauer und Satteldach, erdgeschossige Lauben mit Stichkappentonne, wohl 17. Jahrhundert, angesetzter Stützpfeiler | D-1-71-125-59  | weitere Bilder                                                                          |
| Ludwigstraße 39 (Standort)                        | Wohn- und Geschäftshaus,                                                                | zweigeschossiger massiver Satteldachbau mit Vorschussmauer, Erdgeschoss mit Gewölben, im Kern 16./17. Jh., Umbauten des 19. Jh., Dachwerk nach Stadtbrand von 1797 wohl teilweise erneuert. | D-1-71-125-169 | weitere Bilder                                                                          |
| Ludwigstraße 42 (Standort)                        | Wohnhaus                                                                                | dreigeschossiger traufständiger Satteldachbau, erdgeschossige Lauben mit Kreuzgratgewölben, angesetzter Stützpfeiler, 16. Jahrhundert | D-1-71-125-60  | Wohnhaus                                                                                |
| Ludwigstraße 44 (Standort)                        | Schmales Wohnhaus                                                                       | dreigeschossig mit traufständigem Satteldach, erdgeschossige Lauben, im Kern wohl noch 16./17. Jahrhundert, Fassade 19. Jahrhundert | D-1-71-125-61  | weitere Bilder                                                                          |
| Ludwigstraße 46 (Standort)                        | Ehemaliger Gasthof zur Post                                                             | stattlicher dreigeschossiger Bau zu neun Obergeschossachsen, traufständig, der Westteil der erdgeschossigen Lauben mit Kreuzgratgewölben und Gurtrippen des 16. Jahrhunderts, Fassade klassizistisch, um 1800, geschmiedeter Wirtshausausleger gleichzeitig | D-1-71-125-62  | weitere Bilder                                                                          |
| Ludwigstraße 48 (Standort)                        | Wohnhaus                                                                                | dreigeschossig, erdgeschossige Lauben mit Kreuzgratgewölben des 16. Jahrhunderts, Fassade klassizistisch, um 1800 | D-1-71-125-63  | weitere Bilder                                                                          |
| Ludwigstraße 50 (Standort)                        | Wohn- und Geschäftshaus                                                                 | stattlicher viergeschossiger Bau mit Treppengiebel, erdgeschossige Lauben, im Kern wohl noch 16. Jahrhundert, durchgreifender Umbau 1951 | D-1-71-125-64  | Wohn- und Geschäftshaus                                                                 |
| Ludwigstraße 52, 54 (Standort)                    | Wohn- und Geschäftshaus                                                                 | stattlicher dreigeschossiger Bau mit Vorschussmauer und Schopfwalmdach, dreistöckiger Kastenerker und flacher Kastenerker über Konsolen, erdgeschossiger Laubengang, an der östlichen Stirnseite renoviertes Marienfresko, im Kern wohl noch 16. Jahrhundert, Fassade nach Umgestaltung um 1900 | D-1-71-125-65  | weitere Bilder                                                                          |
| Ludwigstraße 55 (Standort)                        | Wohn- und Geschäftshaus, sogenanntes „Blachianhaus“,                                    | dreigeschossiger Satteldachbau mit getrepptem Giebel, um 1800, auf spätmittelalterlicher Grundlage, mit spätgotischen Keller- und Ladengewölben, Fassade neugotisch verändert und 1983 vereinfacht renoviert | D-1-71-125-66  | weitere Bilder                                                                          |
| Ludwigstraße 57 (Standort)                        | Wohn- und Geschäftshaus                                                                 | dreigeschossig, mit Dreiecksgiebel und Krüppelwalmdach, Mitte 19. Jahrhundert | D-1-71-125-67  | weitere Bilder                                                                          |
| Ludwigstraße 58 (Standort)                        | Wohnhaus, sogenanntes Winklerhaus                                                       | dreigeschossiger traufständiger Satteldachbau, Fassade mit aufwendigem klassizistischem Stuckdekor, um 1800 | D-1-71-125-68  | Wohnhaus, sogenanntes Winklerhaus                                                       |
| Ludwigstraße 60 (Standort)                        | Ehemaliger Getreidekasten, sogenannt „Traidstadl“, jetzt Teil des Rathauses (Stadtsaal) | als mehrgeschossiger Speicherbau wohl vor 1400 errichtet, erdgeschossiger Laubengang mit Kreuzgratgewölben Mitte 16. Jahrhundert, tiefgreifende Veränderungen um 1967 durch Einbeziehung in Rathaus-Erweiterung, dabei Fassadengliederung mit ornamentalen Sgraffitos in Anlehnung an das renaissancezeitliche Erscheinungsbild erneuert, 1996–99 durch Ausbau zum Stadtsaal im Inneren neu strukturiert | D-1-71-125-69  | Ehemaliger Getreidekasten, sogenannt „Traidstadl“, jetzt Teil des Rathauses (Stadtsaal) |
| Ludwigstraße 61 (Standort)                        | Wohn- und Geschäftshaus                                                                 | dreigeschossig, Krüppelwalmdach, 19. Jahrhundert | D-1-71-125-70  | weitere Bilder                                                                          |
| Ludwigstraße 62 (Standort)                        | Rathaus                                                                                 | stattlicher, die Häuserzeile überragender Bau mit Grabendach, zinnenbekrönter Vorschussmauer und Glockentürmchen, erdgeschossige Lauben und Erdgeschossflur im rückwärtigen Teil mit Kreuzgratgewölben, in den Baukörper integriert sechsgeschossiger spätmittelalterlicher Stadtturm mit Grabendach, an der Südseite Kastenerker, im Kern teilweise wohl noch 16. Jahrhundert, nach dem Stadtbrand von 1797 verändert, 1967 und in den 1990er Jahren durchgreifend erneuert mit Wiederherstellung der neugotischen Fassadengliederung | D-1-71-125-71  | weitere Bilder                                                                          |
| Ludwigstraße 63 (Standort)                        | Marien-Apotheke und Wohnhaus                                                            | dreigeschossiger Walmdachbau, Fensterverdachungen mit Stuckdekor, Hausmadonna, Ende 19. Jahrhundert | D-1-71-125-72  | weitere Bilder                                                                          |
| Ludwigstraße 64 (Standort)                        | Wohn- und Geschäftshaus, sogenanntes „Hilleprandthaus“                                  | stattlicher viergeschossiger Bau mit Vorschussmauer, erdgeschossige Lauben mit neugotischen Kreuzrippengewölben, letztes Viertel 19. Jahrhundert | D-1-71-125-73  | weitere Bilder                                                                          |
| Ludwigstraße 66 (Standort)                        | Wohnhaus                                                                                | dreigeschossig mit erdgeschossigem Laubengang, spätklassizistische Fassade, letztes Viertel 19. Jahrhundert | D-1-71-125-74  | weitere Bilder                                                                          |
| Ludwigstraße 67 (Standort)                        | Wohnhaus                                                                                | dreigeschossig, mit Vorschussmauer und Satteldach, Raum im Erdgeschoss mit Kreuzgratgewölben über Mittelpfeiler, im Kern 16. Jahrhundert | D-1-71-125-75  | weitere Bilder                                                                          |
| Ludwigstraße 68 (Standort)                        | Wohnhaus                                                                                | viergeschossig mit Vorschussmauer, Laubengang mit Kreuzgratgewölben und gefassten Gurtrippen, 16. Jahrhundert, Fassade Mitte 20. Jahrhundert erneuert | D-1-71-125-76  | Wohnhaus                                                                                |
| Ludwigstraße 69 (Standort)                        | Gasthof Krone                                                                           | dreigeschossiger traufständiger Satteldachbau, Durchfahrt mit Stichkappentonne, Fassade mit klassizistischem Stuckdekor, Anfang 19. Jahrhundert; Verbindungsbau mit rundbogigen Arkaden des 16. Jahrhunderts; Rückgebäude mit böhmischem Kappengewölbe, Mitte 19. Jahrhundert | D-1-71-125-77  | weitere Bilder                                                                          |
| Ludwigstraße 70 (Standort)                        | Wohnhaus                                                                                | viergeschossig, Vorschussmauer, erdgeschossige Lauben mit spätgotischem Kreuzrippengewölbe, im Kern noch zweite Hälfte 15. Jahrhundert, Fassade Mitte 20. Jahrhundert vereinfacht erneuert | D-1-71-125-78  | weitere Bilder                                                                          |
| Ludwigstraße 72 (Standort)                        | Ehemaliges Kaufmannshaus                                                                | stattlicher dreigeschossiger Bau zu sechs Obergeschossachsen, im Kern zweite Hälfte 15. Jahrhundert, erdgeschossige Lauben mit Stichkappentonne, noble klassizistische Fassade bezeichnet mit dem Jahr 1798 und 1912, Hauseingang mit Rotmarmorgewände, bezeichnet mit dem Jahr 1761, und geschnitztem barockem Türblatt; Rückgebäude, ehemalige Stallung, im Kern wohl noch 16./17. Jahrhundert | D-1-71-125-79  | Ehemaliges Kaufmannshaus                                                                |
| Ludwigstraße 74, 76 (Standort)                    | Wohnhaus                                                                                | viergeschossig, Vorschussmauer, Krüppelwalmdach, Durchfahrt zum Hof mit Stichkappentonne, gewölbte erdgeschossige Lauben mit gefasster Gurtrippe, im Kern wohl noch 16. Jahrhundert, sonst zweite Hälfte 19. Jahrhundert | D-1-71-125-80  | weitere Bilder                                                                          |
| Ludwigstraße 78, 78 a (Standort)                  | Wohnhaus, ehemals Gasthaus und Brauerei                                                 | stattlicher viergeschossiger Bau mit Vorschussmauer und Krüppelwalmdach, erdgeschossige Lauben mit Kreuzgratgewölben, Flur und Ladenraum tonnengewölbt, Treppenhaus mit Lichtkuppel, im Kern 16. Jahrhundert, Fassade mit stuckierten Fensterumrahmungen, nach 1808 | D-1-71-125-81  | Wohnhaus, ehemals Gasthaus und Brauerei                                                 |
| Ludwigstraße 79 (Standort)                        | Wohn- und Geschäftshaus                                                                 | viergeschossig, mit Vorschussmauer und Satteldach, Lauben und Raum im Erdgeschoss mit Kreuzgratgewölben, 16. Jahrhundert, Fassade Ende 19. Jahrhundert | D-1-71-125-82  | weitere Bilder                                                                          |
| Ludwigstraße 80 (Standort)                        | Wohn- und Geschäftshaus                                                                 | viergeschossiges Eckhaus mit Vorschussmauer und gewölbten erdgeschossigen Lauben, an der Hausecke Stützpfeiler, an der Seitenfront zur Frauengasse Rechteckerker und stark überarbeitetes barockes Marienfresko, Grundsubstanz wohl 17. Jahrhundert, Inneres ab Mitte 20. Jahrhundert umfassend erneuert | D-1-71-125-83  | weitere Bilder                                                                          |
| Ludwigstraße 81 (Standort)                        | Wohn- und Geschäftshaus                                                                 | dreigeschossig mit Vorschussmauer und Satteldach, Lauben und Raum im Erdgeschoss mit Kreuzgratgewölben, 16. Jahrhundert, Fassade Mitte 20. Jahrhundert erneuert | D-1-71-125-84  | weitere Bilder                                                                          |
| Ludwigstraße 82 (Standort)                        | Wohnhaus                                                                                | viergeschossiges Eckhaus mit Treppengiebel, erdgeschossige Lauben, zweite Hälfte 19. Jahrhundert | D-1-71-125-85  | weitere Bilder                                                                          |
| Ludwigstraße 83 (Standort)                        | Wohn- und Geschäftshaus                                                                 | dreigeschossig, mit Vorschussmauer und Satteldach, erdgeschossige Lauben mit Kreuzgratgewölben, 16./17. Jahrhundert, Fassade zweite Hälfte 19. Jahrhundert | D-1-71-125-86  | weitere Bilder                                                                          |
| Ludwigstraße 84 (Standort)                        | Wohnhaus                                                                                | dreigeschossig, mit Vorschussmauer, erdgeschossige Lauben mit Flachdecke, Ladenraum mit Tonnengewölbe und Gurtbögen, im Kern 16./17. Jahrhundert, Fassade um 1970/80 vereinfacht erneuert | D-1-71-125-87  | weitere Bilder                                                                          |
| Ludwigstraße 85 (Standort)                        | Wohn- und Geschäftshaus                                                                 | stattlicher dreigeschossiger Satteldachbau in Traufstellung, Lauben und Raum im Erdgeschoss mit böhmischen Kappengewölben, Fassade stuckiert, biedermeierlich, zweites Viertel 19. Jahrhundert; zugehörig Wohnhaus an der Nordseite, viergeschossig, mit Zinnenkranz und rundem Treppenturm, Ende 19. Jahrhundert | D-1-71-125-88  | weitere Bilder                                                                          |
| Ludwigstraße 86 (Standort)                        | Wohn- und Geschäftshaus                                                                 | dreigeschossig mit Vorschussmauer und Grabendach, abgemauerter Kastenerker mit Zeltdach, erdgeschossige Lauben, Flur tonnengewölbt, im Kern 16./17. Jahrhundert, Ladeneinbau mit geschnitzten Rahmungen wohl von 1911 | D-1-71-125-89  | weitere Bilder                                                                          |
| Ludwigstraße 89 (Standort)                        | Wohn- und Geschäftshaus                                                                 | dreigeschossig, mit Satteldach und Vorschussmauer, angesetzter Stützpfeiler, zurückgesetzt zweigeschossige Überbauung der Mautgasse, mit rundbogiger Durchfahrt, im Kern 16. Jahrhundert | D-1-71-125-92  | weitere Bilder                                                                          |
| Ludwigstraße 94, 96 (Standort)                    | Wohn- und Geschäftshaus, ehemals Pfleggericht, dann Institut der Englischen Fräulein    | stattlicher dreigeschossiger Eckbau, traufständig mit Satteldach, erdgeschossige Lauben mit böhmischem Kappengewölbe, erbaut vor 1854, durchgreifender Umbau zur Bankfiliale 1987/88 | D-1-71-125-97  | BW                                                                                      |
| Ludwigstraße 95 (Standort)                        | Wohn- und Geschäftshaus, ehemaliges herzogliches Mauthaus                               | stattlicher dreigeschossiger Bau mit Vorschussmauer und Schopfwalmdach, Erker am ersten Obergeschoss, Innenhof und Rückgebäude mit mehrgeschossigen Renaissancearkaden, 16. Jahrhundert, Fassade 19. Jahrhundert | D-1-71-125-98  | weitere Bilder                                                                          |
| Ludwigstraße 97 (Standort)                        | Wohn- und Geschäftshaus                                                                 | dreigeschossiger traufständiger Satteldachbau, im Kern 18. Jahrhundert, Fassade mit geschweiften Fensterrahmungen; | D-1-71-125-99  | weitere Bilder                                                                          |
| Ludwigstraße 97 (Standort)                        | Turm der ehem. Stadtbefestigung                                                         | aus Ziegelmauerwerk, spätmittelalterlich, mit nach Osten anschließendem Stadtmauerzug; als nördliche Außenwand in die evang. Christuskirche integriert. | D-1-71-125-194 | Turm der ehem. Stadtbefestigung                                                         |
| Ludwigstraße 101 (Standort)                       | Wohn- und Geschäftshaus                                                                 | dreigeschossiger Walmdachbau mit erdgeschossigen Lauben, zurückgesetzter dreigeschossiger Tordurchfahrt und Schwibbogen zu Ludwigstraße 103, 19. Jahrhundert | D-1-71-125-102 | weitere Bilder                                                                          |
| Ludwigstraße 103 (Standort)                       | Wohn- und Geschäftshaus                                                                 | stattlicher dreigeschossiger Bau mit Vorschussmauer und Krüppelwalmdach, 19. Jahrhundert, Fassade Mitte 20. Jahrhundert vereinfacht erneuert | D-1-71-125-103 | weitere Bilder                                                                          |
| Ludwigstraße 105 (Standort)                       | Wohn- und Geschäftshaus                                                                 | dreigeschossig mit Vorschussmauer und Satteldach, im Kern noch 17./18. Jahrhundert | D-1-71-125-104 | weitere Bilder                                                                          |
| Ludwigstraße 106 (Standort)                       | Östliches Stadttor, sogenanntes „Burghauser Tor“                                        | mehrgeschossiger spätmittelalterlicher Bau mit stichbogiger Durchfahrt und spätgotischem Kreuzrippengewölbe, Krüppelwalmdach mit Dachreiter, an Ostseite Wappenfresko, bezeichnet mit dem Jahr 1794 | D-1-71-125-110 | weitere Bilder                                                                          |
| Ludwigstraße 109 (Standort)                       | Wohn- und Geschäftshaus                                                                 | dreigeschossig, mit Vorschussmauer und Satteldach, im Kern noch 17./18. Jahrhundert, Fassade Mitte 20. Jahrhundert vereinfacht erneuert | D-1-71-125-105 | weitere Bilder                                                                          |
| Ludwigstraße 111, 113 (Standort)                  | Ehemaliger Gasthof, jetzt Wohn- und Geschäftshaus                                       | stattlicher dreigeschossiger Bau mit sieben Obergeschossachsen, Vorschussmauer und Grabendach, Fassade mit stuckierten Fensterumrahmungen, bezeichnet mit dem Jahr 1815 | D-1-71-125-106 | weitere Bilder                                                                          |
| Ludwigstraße 115 (Standort)                       | Wohn- und Geschäftshaus,                                                                | dreigeschossiger und traufständiger Mansarddachbau, Fensterrahmungen mit Empire-Stuckdekor des ersten Viertels des 19. Jahrhunderts | D-1-71-125-107 | weitere Bilder                                                                          |
| Ludwigstraße 117 (Standort)                       | Wohn- und Geschäftshaus                                                                 | stattliches dreigeschossiges Eckhaus mit Krüppelwalmdach, im Kern wohl 18. Jahrhundert | D-1-71-125-108 | weitere Bilder                                                                          |
| Ludwigstraße 119 (Standort)                       | Wohn- und Geschäftshaus,                                                                | zweigeschossiges Eckhaus mit Vorschussmauer, seitlich getrepptem Giebel und angesetztem Stützpfeiler, wohl 19. Jahrhundert | D-1-71-125-109 | Wohn- und Geschäftshaus,                                                                |
| Metzgergaßl (Standort)                            | Schwibbögen                                                                             | an der Einmündung des Metzgergassls; an der Einmündung der Frauengasse; an der Einmündung der Klostergasse; zwischen Ludwigstraße 74 und 76; zwischen Ludwigstraße 85 und 91; zwischen Ludwigstraße 101 und 103; 16.–19. Jahrhundert | D-1-71-125-2   | BW                                                                                      |
| Möhrenbachstraße 45 (Standort)                    | Kalksteinplatte mit Inschrift                                                           | zur Erinnerung an die ehemalige Schießstätte, über dem Eingang, bezeichnet mit dem Jahr 1833 | D-1-71-125-156 | Kalksteinplatte mit Inschrift                                                           |
| Mühlgasse 24 (Standort)                           | Wohnhaus und Trinkstube                                                                 | zweigeschossiger Bau mit profiliertem Traufgesims und Satteldach, Anfang 19. Jahrhundert, geschmiedeter Ausleger gleichzeitig | D-1-71-125-111 | BW                                                                                      |
| Mühlgasse 30 (Standort)                           | Wohn- und Geschäftshaus                                                                 | dreigeschossiger freistehender Satteldachbau mit Vorschussmauern, Treppengiebel und geschweiften Fensterumrahmungen, im Kern wohl noch 18. Jahrhundert, Fassade Mitte 20. Jahrhundert erneuert | D-1-71-125-112 | Wohn- und Geschäftshaus                                                                 |
| Sebastiansplatz (Standort)                        | Kriegerdenkmal                                                                          | zur Erinnerung an die Gefallenen des Ersten Weltkrieges, mit Inschrifttafeln nach 1945, seitlich Voluten mit Militaria-Motiven, Soldatenskulptur als Bekrönung, Anfang 20. Jahrhundert | D-1-71-125-121 | weitere Bilder                                                                          |
| Sebastiansplatz 17 (Standort)                     | Wohn- und Geschäftshaus                                                                 | dreigeschossiges Eckhaus mit angesetzten Stützpfeilern und Pultdach, 19. Jahrhundert | D-1-71-125-119 | weitere Bilder                                                                          |
| Sebastiansplatz 28 (Standort)                     | Wohnhaus und Metzgerei                                                                  | zweigeschossiger freistehender Bau mit Putzgliederung und Krüppelwalmdach, auf Inschrifttafel über dem Eingang bezeichnet mit dem Jahr 1838; Nebengebäude, zweigeschossiger Satteldachbau auf hoher Stützmauer, wohl erste Hälfte 19. Jahrhundert | D-1-71-125-120 | weitere Bilder                                                                          |
| St.-Anna-Straße 24 (Standort)                     | Katholische Kirche St. Anna                                                             | spätgotischer unverputzter Backsteinbau mit Strebepfeilern, eingezogenem Chor und Dachreiter, um 1510/11, an der Südfassade Sonnenuhr, bezeichnet mit dem Jahr 1683, und Fresko Hl. Anna Selbdritt; mit Ausstattung | D-1-71-125-113 | weitere Bilder                                                                          |

### Alzgern
| Lage                                                    | Objekt                                        | Beschreibung | Akten-Nr.      | Bild |
| ------------------------------------------------------- | --------------------------------------------- | --- | -------------- | ---- |
| Alzgern 6 (Standort)                                    | Ehemalige Schule und Gemeindehaus (1910–1971) | zweigeschossiger Putzbau mit Walmdach, bezeichnet mit dem Jahr 1832 | D-1-71-125-123 | BW   |
| Alzgern 10 (Standort)                                   | Katholische Pfarrkirche Mariä Himmelfahrt     | auf der Grundlage eines romanischen Baus des 13. Jahrhunderts, Umbau des Langhauses und des Chors im 15. Jahrhundert, teilweise umgebaut 1788; mit Ausstattung            | D-1-71-125-122 | BW   |
| Alzgern 10 (Standort)                                   | Friedhofskapelle                              | Ehemaliges Beinhaus und Totenkapelle am Friedhof, spätgotischer Bau, 15. Jahrhundert, 1788 verändert; mit Ausstattung                                                     | D-1-71-125-126 | BW   |
| Alzgern; Emmertinger Straße; Öttinger Straße (Standort) | Wegkreuz mit Corpus Christi                   | Zweite Hälfte 17. Jahrhundert | D-1-71-125-127 | BW   |
| Emmertinger Straße 2 (Standort)                         | Backhaus                                      | des ehemaligen Bauernhofes, mit Putzgliederung, bezeichnet mit dem Jahr 1857                                                                                              | D-1-71-125-124 | BW   |
| Emmertinger Straße 5 (Standort)                         | Wohnteil des ehemaligen Kleinbauernhauses     | mit Blockbauobergeschoss und Traufschrot, bezeichnet mit dem Jahr 1755; ostwärts am Waldrand großer Flachdachstadel mit alter Verbretterung, erste Hälfte 19. Jahrhundert | D-1-71-125-125 | BW   |

### Mittling
| Lage                                | Objekt                                           | Beschreibung | Akten-Nr.      | Bild |
| ----------------------------------- | ------------------------------------------------ | --- | -------------- | ---- |
| Mittling 18 (Standort)              | Stallstadel des Dreiseithofes „Beim Baumgartner“ | mit barockem zweischiffigem Stallgewölbe, bezeichnet mit dem Jahr 1792, und Bundwerkobergeschoss | D-1-71-125-140 | BW   |
| Mittling 24 (Standort)              | Vierseithof „Beim Unterhofer“                    | Wohnstallhaus, Nordflügel des Vierseithofs, Kern zweigeschossiger Blockbau, um 1760, östlicher Teil gemauert, bezeichnet mit dem Jahr 1842, westlich angeschlossener Stadelteil mit Bundwerk, zweite Hälfte 19. Jahrhundert, mit eingebautem Tennkasten des 17. Jahrhunderts; östlich ehemaliger Stall, mit Kreuzgratgewölbe auf Rotmarmorsäulen und Bundwerkobergeschoss, bezeichnet mit dem Jahr 1781; südlich Hütte, bezeichnet mit dem Jahr 1792, mit eingebautem Tennkasten des 17. Jahrhunderts | D-1-71-125-139 | BW   |
| Mittling 51 (Standort)              | Katholische Kirche St. Nikolaus                  | romanischer Tuffquaderbau, verputzt, spätes 12./frühes 13. Jahrhundert, im 15. Jahrhundert verändert, Längsmauern mit Backstein überhöht, Chorschluss angefügt; mit Ausstattung | D-1-71-125-137 | BW   |
| Mittling 55; Mittling 57 (Standort) | Wohnstallhaus des Vierseithofes „Beim Bergmann“  | mit Blockbauobergeschoss und reichem Bundwerk am Wirtschaftsteil, erste Hälfte 19. Jahrhundert | D-1-71-125-138 | BW   |

### Weitere Ortsteile
| Lage                                              | Objekt                                | Beschreibung | Akten-Nr.      | Bild |
| ------------------------------------------------- | ------------------------------------- | --- | -------------- | ---- |
| Jaubing Mitterfeld in der Flur Jaubing (Standort) | Kapelle                               | Erste Hälfte 19. Jahrhundert; westlich von Haus Nr. 48 | D-1-71-125-131 | BW   |
| Kuhbauer Flur Kuhbauer (Standort)                 | Wegkapelle                            | 19. Jahrhundert | D-1-71-125-132 | BW   |
| Lehneck Lehneck 1 (Standort)                      | Wegkapelle                            | mit Pilastergliederung und Zeltdach, Ende 18. Jahrhundert | D-1-71-125-133 | BW   |
| Mitterhausen (Standort)                           | Kapelle St. Petrus und Paulus         | kleiner romanischer Tuffquaderbau mit Erkerapsis, um 1200, Dachreiter später; mit Ausstattung                                                                                 | D-1-71-125-135 | BW   |
| Oed Oed 11 (Standort)                             | Bauernhaus                            | Bauernhaus mit Blockbauobergeschoss und quer angeschlossenem Wirtschaftsteil, erste Hälfte 19. Jahrhundert                                                                    | D-1-71-125-143 | BW   |
| Roja Roja 76 1/2 (Standort)                       | Wegkapelle                            | Wohl zweite Hälfte 18. Jahrhundert; mit Ausstattung | D-1-71-125-145 | BW   |
| Sankt Johann Sankt Johann 127 (Standort)          | Katholische Kirche St. Johann Baptist | Saalkirche mit eingezogenem Chor und Dachreiter, 1763; mit Ausstattung | D-1-71-125-146 | BW   |
| Sankt Johann Sankt Johann 127 (Standort)          | Bildstock                             | Tuffstein, 17./18. Jahrhundert | D-1-71-125-147 | BW   |
| Stög Stög 7 (Standort)                            | Wegkapelle                            | mit Durchgang, 1883; an der Bundesstraße (B 12) | D-1-71-125-150 | BW   |
| Untereschelbach Untereschelbach 93 (Standort)     | Wohnstallhaus, sogenannt Beim Angerer | Nordflügel des Vierseithofes mit Blockbauobergeschoss und traufseitiger Laube, bezeichnet mit dem Jahr 1872; östlich Stall mit böhmischem Kappengewölbe, Ende 19. Jahrhundert | D-1-71-125-152 | BW   |
| Untereschelbach Untereschelbach 126 (Standort)    | Katholische Kirche St. Margaretha     | romanischer Tuffquaderbau, im 15. Jahrhundert umgebaut; mit Ausstattung | D-1-71-125-151 | BW   |
| Winkl ()                                          | Tuffbildstock                         | Bildstock, Tuffstein, bezeichnet mit dem Jahr 1849; ostwärts an der Bundesstraße (B 12). nicht nachqualifiziert, im Bayerischen Denkmal-Atlas nicht kartiert                  | D-1-71-125-153 |      |

## Ehemalige Baudenkmäler
In diesem Abschnitt sind Objekte aufgeführt, die früher einmal in der Denkmalliste eingetragen waren, jetzt aber nicht mehr. Objekte, die in anderem Zusammenhang also z. B. als Teil eines Baudenkmals weiter eingetragen sind, sollen hier nicht aufgeführt werden. Aktennummern in diesem Abschnitt sind ehemalige, jetzt nicht mehr gültige Aktennummern.

| Lage                                                         | Objekt   | Beschreibung | Akten-Nr.      | Bild |
| ------------------------------------------------------------ | -------- | --- | -------------- | ---- |
| Neuötting Ludwigstraße 6 (Standort)                          | Wohnhaus | dreigeschossig mit Treppengiebel und Walmdach, im Erdgeschoss böhmisches Kappengewölbe, im Kern wohl 16. Jahrhundert, erneuert und überformt Mitte 19. Jahrhundert | D-1-71-125-42  | BW   |
| Neuötting Ludwigstraße 98, 100, Sebastiansplatz 3 (Standort) | Wohnhaus | dreigeschossig mit Vorschussmauer, erdgeschossige Lauben mit Kreuzgratgewölben und profilierten Gurtrippen, erste Hälfte 16. Jahrhundert, Fassade um 1900          | D-1-71-125-100 | BW   |